# Transfermarkt
Transfermarkt est un portail web allemand axé sur le football et proposant des informations sur les résultats, les transferts ainsi que des statistiques. D'après IVW (de), il est l'un des 25 sites allemands les plus visités et l'un des principaux sites sportifs.

## Histoire
Le site est créé en mai 2000 par Matthias Seidel, d'abord dans le but de suivre spécifiquement les transferts des joueurs du Werder Brême. Le site s'étend ensuite à d'autres clubs ainsi qu'aux autres acteurs de l'industrie du football : managers, présidents, agents de joueurs, etc.
En 2008, l'entreprise Axel Springer rachète 51 % des actions, laissant à Seidel les 49 % restantes. Une version en anglais est lancée en 2009, puis dans d'autres langues au fil des années.
En 2014, une fuite de données légales a lieu alors que le site web est en maintenance technique vers à la « version 4 » du site. Cet incident dure 48 heures avant d'être résolu. La mise à jour du site est vivement critiquée sur Facebook, le design étant jugé peu pratique. Le site s'excuse publiquement pour l'incident.

## Contenu
Le site propose des informations sur les matchs, les résultats, les joueurs et les transferts de la plupart des compétitions de football du monde.

## Notoriété
Pour les médias mais aussi pour les clubs, il est considéré comme une référence fiable en ce qui concerne le montant des transferts,.
En 2010, IVW le classe parmi les 25 sites allemands les plus visités, et l'un des plus gros sites sportifs après Kicker.
En 2021, le site comptabilise 39 millions de visiteurs uniques et 680 000 utilisateurs inscrits.